# 羽床站
羽床站（日语：／ Hayuka eki */?）是一個位於日本香川縣綾歌郡綾川町、屬於高松琴平電氣鐵道（琴電）琴平線的鐵路車站，車站編號為K16，屬無人車站，是綾川町最西端的車站，與近鄰的丸龜市的邊界只是相距75米。周邊大部份均為農地，民居十分稀疏，因此使用量甚低。

## 車站結構
現時採用簡易車站模式運作，沒有站房，車站入口僅設於往瀧宮方向的月台末端部份，為無障礙斜道，出入口斜對面設有一個細小的露天單車停泊場，過往亦設有站外洗手間，但已撒去。

### 月台
設有側式月台1座，長約85米，長度上未能完全停靠5輛編成的列車，但現時因最長編成只為4輛，因此沒有影響。在接近出入口處建有約10米長的有蓋及背面密封的候車亭。木製候車座椅、簡易式自動售票機、對應出、入站的專屬IC卡感應器及自動販賣機等設施皆置於候車亭內。列車靠站時，往高松築港方向為左側上落，往琴平方向為右側上落。
| 路線     | 方向 | 目的地       | 備註 |
| -------- | ---- | ------------ | ---- |
| ■ 琴平線 | 上行 | 高松築港方向 |      |
| ■ 琴平線 | 下行 | 琴電琴平方向 |      |

## 歷史
- 1927年3月15日：隨路線延長至琴平站時開業[1]。
- 2021年4月1日：因獲得地元企業SUNTECH資助，同時獲得了本站的英文副站名權。

## 使用狀況
| 1日上落人數推斷 | 1日上落人數推斷 |
| 年度            | 1日平均人數     |
| --------------- | --------------- |
| 2011            | 166             |
| 2012            | 168             |
| 2013            | 165             |
| 2014            | 155             |
| 2015            | 158             |
| 2016            | 171             |
| 2017            | 167             |
| 2018            | 147             |
| 2019            | 135             |
| 2020            | 99              |
| 2021            | 99              |
| 2022            | 125             |

## 相鄰車站
高松琴平電氣鐵道（琴電）
■琴平線
瀧宮 (K15) - 羽床 (K16) - 栗熊 (K17)

## 外部連結
- 高松琴平電鐵羽床站資訊 （页面存档备份，存于）（日語）